# Hymenostyliella llanosii
Hymenostyliella llanosii är en bladmossart som beskrevs av H. Robinson 1971. Hymenostyliella llanosii ingår i släktet Hymenostyliella och familjen Pottiaceae. Inga underarter finns listade i Catalogue of Life.